# ジャン3世・ド・グライー

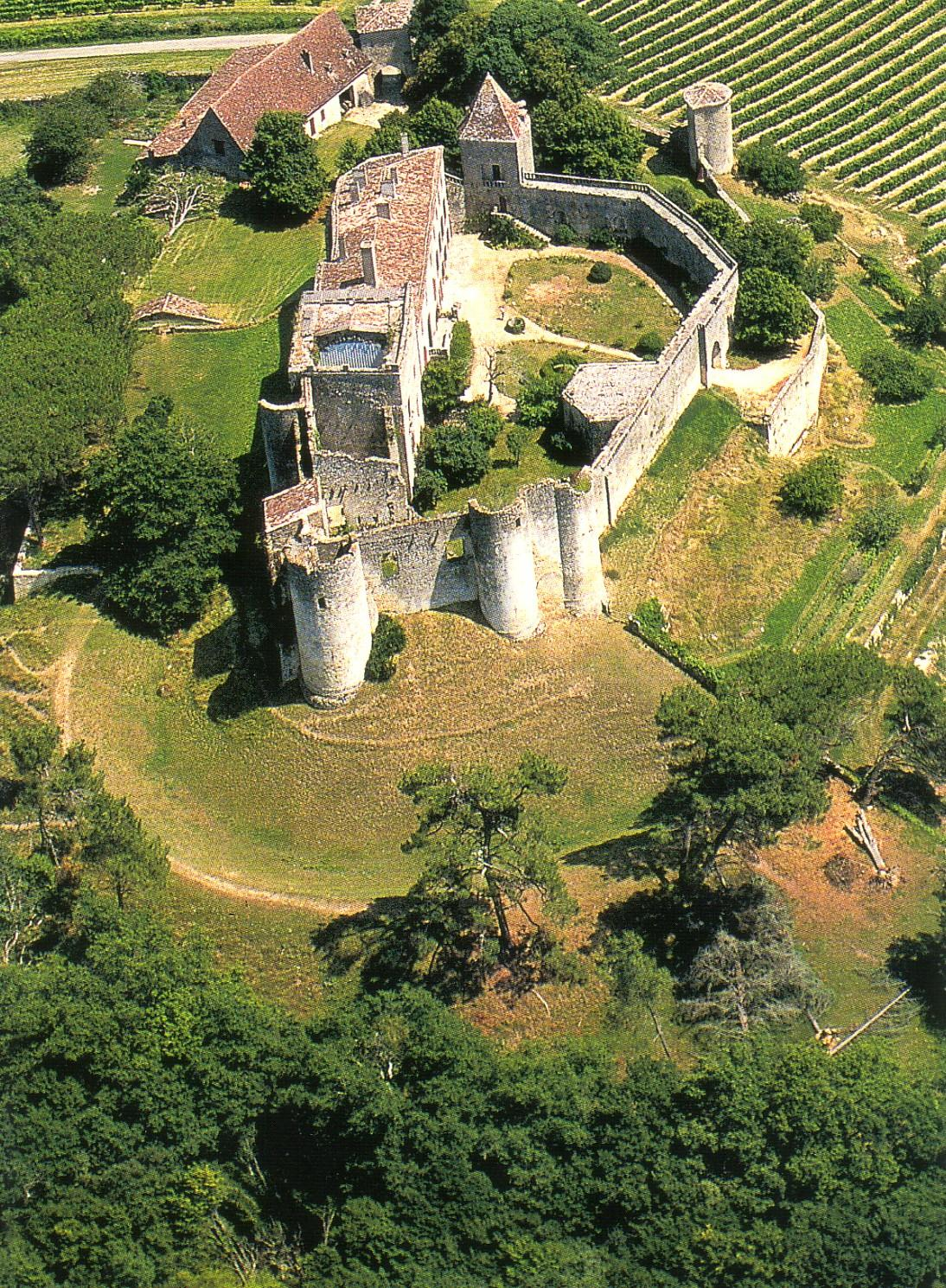
ブノージュ城。1260年代初頭にジャン1世・ド・グライーに与えられて以来、グライー家に世襲所有されていた。

ジャン3世・ド・グライー（Jean III de Grailly, 1330年 - 1376年9月7日）は、カプタル・ド・ビュシュ、ガーター騎士団創設時のメンバーの1人。ガスコーニュの貴族であり、百年戦争における軍事指導者。歴史家ジャン・フロワサールによって騎士道の理想として称賛された。

## 生涯
ジャン3世は、カプタル・ド・ビュシュおよびブノージュ子爵のジャン2世・ド・グライーと、フォワ伯ガストン1世の娘ブランシュ・ド・フォワの息子である。
百年戦争ではイングランド側に付き、イングランド王エドワード3世からビゴール伯に叙せられ、1348年にはガーター騎士団の創設メンバーの一人となり、第4位の騎士であった。1356年のポワティエの戦いでは、エドワード黒太子のもとで騎兵隊長として決定的な役割を果たした。ジャン3世はフランス軍に対する側面攻撃を指揮し、フランス王ジャン2世をはじめとする多くの貴族を捕らえた。ジャン2世は黒太子によりロンドンに連行され、身代金を要求された。
1364年、ジャン3世はノルマンディーにおいてナバラ王カルロス2世の軍を指揮したが、コシュレルの戦いでベルトラン・デュ・ゲクランに敗れ捕らえられた。翌年釈放された後、フランス側に寝返り、フランス王シャルル5世によりヌムール領主に任ぜられた。しかし、すぐに再びイングランドに忠誠を誓い、1367年には黒太子と共にスペインへ渡り、ナヘラの戦いに参加した。ここで再びベルトラン・デュ・ゲクランと対峙したが、今度は捕らえられたのはデュ・ゲクランであり、捕虜の管理はジャン3世に委ねられた。ジャン3世はその功績により、1371年にアキテーヌの軍司令官に任命された。
1372年、フランス軍がラ・ロシェルを攻撃した際、ジャン3世は再びイングランド軍のために戦い、救援軍を指揮した。スービーズ包囲を解こうとしていた時、ジャン3世の部隊はフランス軍に所属するウェールズ人の傭兵、オワイン・ローゴック率いるフランス軍の奇襲を受けた。ジャン3世とポワトゥー代官サー・トマス・パーシーは捕らえられた。ジャン3世はパリのテンプル牢獄で余生を過ごした。カール5世はジャン3世を危険人物とみなし、イングランドに身代金で返還することはできなかったからである。
フロワサールは、1358年の農民反乱「ジャックリーの乱」の際、ジャン3世の騎士道精神と勇気について記している。
ジャン3世は1372年以降、フランス軍の捕虜となった。ジャン3世は自身の解放はイングランド王に武器を取って反乱を起こすことになるが、決してそうしないと誓っていたため、解放を拒んだ。さらに、黒太子への忠誠心があまりにも強かったため、黒太子の死を聞くと、目的を失って食事を拒み、数日後にパリで亡くなった。
ローズ・ダルブレとの結婚で子供がいなかったため、叔父でフォワ伯およびビゴール伯であったアルシャンボーがカプタル・ド・ビュシュの称号を継承し、その子孫がキャプタル・ド・ビュシュの地位を継承した。

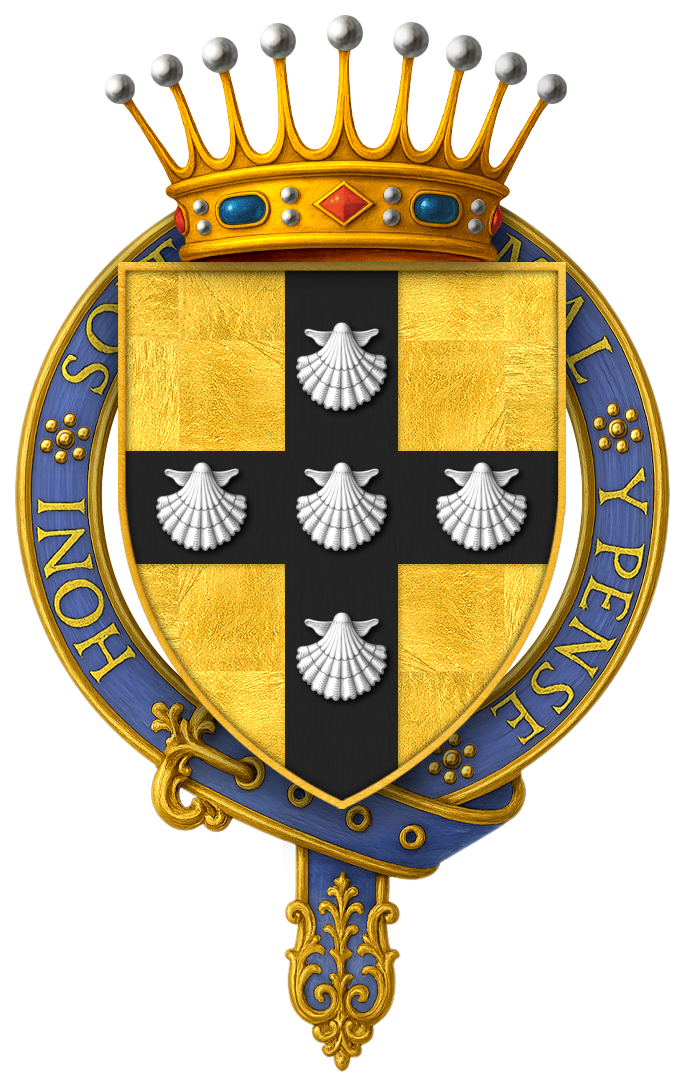
ジャン3世の紋章